# Miernevel
De Miernevel (Mz 3 = Menzel 3) is een jonge planetaire nevel in het sterrenbeeld Winkelhaak, de nevel staat 8000 lichtjaar van de zon en heeft een magnitude van +13,8. In het centrum van de nevel staat de drievoudige dubbelster MZ-3.
Het object is ontdekt in 1922 door Donald Howard Menzel.